# Neoregelia macahensis
Neoregelia macahensis là một loài thực vật có hoa trong họ Bromeliaceae. Loài này được (Ule) L.B.Sm. mô tả khoa học đầu tiên năm 1939.